# 히에 신사

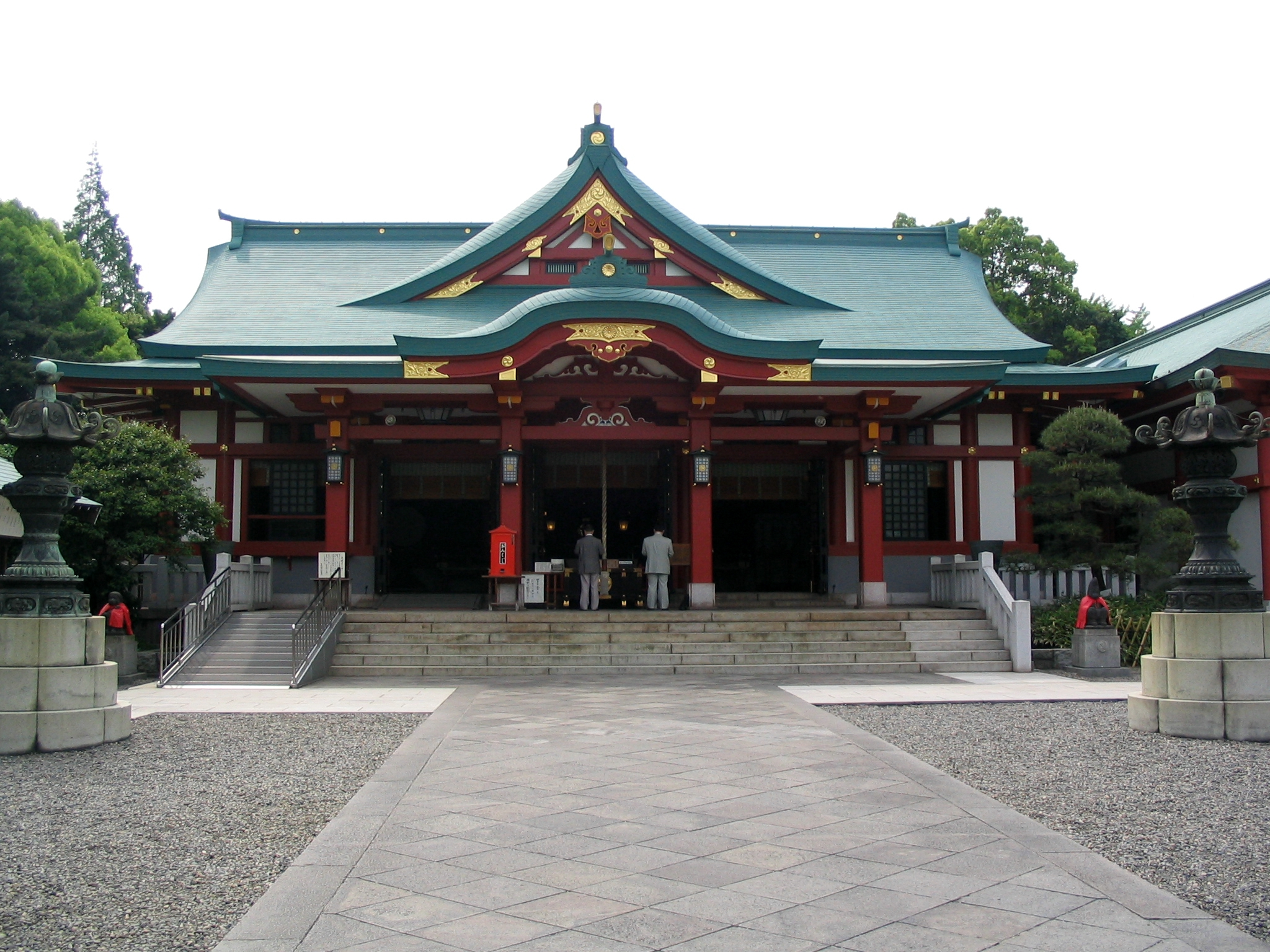
히에 신사

히에 신사(일본어: 日枝神社 히에진자[*])는 일본 도쿄도 미나토구 나가타초에 있는 신사이다. 산노마쓰리가 열리는 곳이다.